# Nit de Iuri

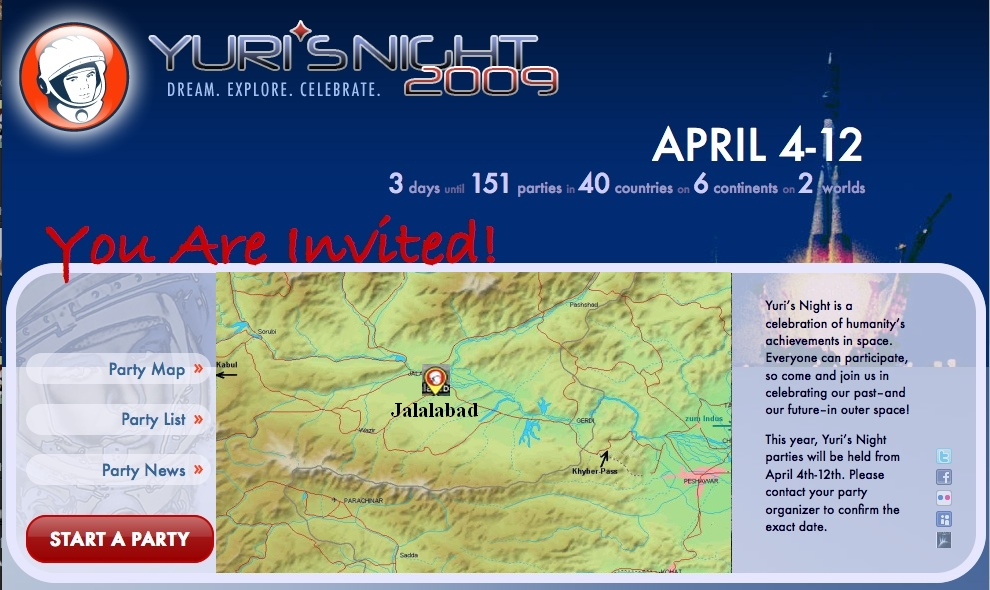
Convocatòria de la celebració del 2009 a l'Afganistan.

La Nit de Iuri és una celebració internacional que es fa el 12 d'abril de cada any per commemorar dues fites de l'exploració espacial. La primera, i d'on li ve el nom, va ser el llançament del primer astronauta a l'espai, Iuri Gagarin, el 12 d'abril de 1961. La segona, el primer llançament del Transbordador espacial, STS-1, que fou precisament el 12 d'abril de 1981.
La Nit de Iuri fou convocada per primer cop el 12 d'abril de 2001 com a alternativa a la celebració oficial, coneguda com el Dia de la cosmonàutica, que se celebra el mateix dia des de 1962 en el territori de l'antiga Unió Soviètica. L'objectiu que persegueix la celebració occidental consisteix a augmentar l'interès del públic per l'exploració de l'espai, mitjançant exhibicions de música, dansa, moda i arts plàstiques, així com una xarxa mundial de celebracions i esdeveniments educatius al llarg de l'any. Es deu a una iniciativa de Loretta Hidalgo, George T. Whitesides i Trish Garner, i la promou el Space Generation Advisory Council.
El 2004, es va celebrar la Nit de Iuri en 75 llocs diferents de 34 països, entre els quals hi havia Los Angeles, Estocolm, l'Antàrtida, Tel-Aviv i l'Estació espacial internacional. A la cita central de Los Angeles van assistir un centenar de personalitats relacionades d'alguna manera amb l'aventura espacial, incloent-hi l'escriptor Ray Bradbury, el turista espacial Dennis Tito, el fundador del X-Prize Peter Diamandis, el cantant Lance Bass dels 'N Sync i l'actriu Nichelle Nichols ("Uhura" de Star Trek: La Sèrie Original).
El 7 d'abril de 2011, l'Assemblea General de Nacions Unides adoptà una resolució que proclama la data del 12 d'abril "Dia internacional dels vols espacials tripulats". Aquest mateix any es commemorà el 50è aniversari del primer vol espacial tripulat, el de Iuri Gagarin.